# 베라파스뒤쥐
베라파스뒤쥐(Sorex veraepacis)는 땃쥐과에 속하는 포유류의 일종이다. 멕시코와 과테말라에서 발견된다.

## 아종
3종의 아종이 알려져 있다.
- Sorex veraepacis veraepacis
- Sorex veraepacis chiapensis
- Sorex veraepacis mutabilis